# Мехтхилд фон Цигенхайн
Мехтхилд фон Цигенхайн (на немски: Mechtild von Ziegenhain; † сл. 18 септември 1229) от графската фамилия Дом Цигенхайн, е чрез женитба господарка на Бюдинген във Ветерау и бургграфиня на Гелнхаузен.

## Произход
Тя е дъщеря на граф Рудолф II фон Цигенхайн († 1188) и съпругата му Мехтхилд от Графство Нида, наследничка на брат си граф Бертхолд II († пр. 1205) от Графство Нида, незаконна дъщеря на граф Бертхолд I, господар на Малсбург († сл. 1162).

## Фамилия
Мехтхилд фон Цигенхайн се омъжва за Герлах II фон Бюдинген († 1245/1247), син на Хартман фон Бюдинген († 1195). Те имат четири дъщери:
- Петриса (* ок. 1194; † сл. 1249), омъжена ок. 1223 г. за Конрад фон Хоенлое-Браунек-Романя († 1249)
- Мехтхилд († 1274), омъжена пр. 1239 г. за Еберхард фон Бройберг († 1286)
- Луитгард († сл. 1257), омъжена пр. 1247 г. за Албрехт фон Тримберг († сл. 7 октомври 1261)
- Кунигунда (Концея) фон Бюдинген († сл. 1248), омъжена за Роземан фон Изенбург-Кемпених († сл. 1264), син на Ремболд фон Изенбург-Кемпених